# Osteochilus serokan
Osteochilus serokan és una espècie de peix cipriniforme de la família dels ciprínids.

## Morfologia
Els mascles poden assolir els 9,6 cm de longitud total.

## Distribució geogràfica
Es troba a Sumatra (Indonèsia).